# Bolba Tamás
Bolba Tamás (1971. augusztus 19. –) magyar zenei vezető, zeneszerző, karmester, zongorista, színész.

## Életpályája
1971-ben született. Édesapja Bolba Lajos karmester. Testvéreiː Bolba Éva és Bolba Péter. Már gyermekkorában foglalkozott színészkedéssel. 1996-ban szerezte diplomáját a Zeneakadémián, zongoristaként és zeneszerzőként dolgozott számos televíziós produkcióban. A Madách Színház és a Budapesti Operettszínház zenei vezetője illetve karmestere. Szinkronizálással is foglalkozik.
Felesége Ivancsics Ilona színésznő volt.

## Főbb munkái zeneszerzőként (musicalek)
- Csoportterápia (mjuzikelkámedi 2 részben) (2011. június 9, Madách Színház) A szövegkönyvet és a dalszövegeket írta Szente Vajk és Galambos Attila
- Panna, a pöttöm (Mini musical miniknek) (Bemutató: 2008. augusztus, Városmajori Szabadtéri Színpad) A szövegkönyvet írta H. C. Andersen meséje alapján Pozsgai Zsolt.
- Meseautó (Bemutató: 2016. november 18., Madách Színház) Vadnay László és dr. Vitéz Miklós Meseautó című filmforgatókönyve alapján írta Galambos Attila és Szente Vajk. Az előadás címadó dala: Márkus Alfréd - Harmath Imre Meseautó c. szerzeménye.
- Poligamy (romantikus musical comedy) (Bemutató: 2013. október 26., Madách Színház) Orosz Dénes azonos című filmje alapján a szövegkönyvet írta Galambos Attila, Orosz Dénes, Szente Vajk és Szirtes Tamás. Dalszöveg Galambos Attila és Szente Vajk.

## Fontosabb szinkronszerepei
- Hamburger Hill - Joe Beletsky
- Európai vakáció - Russel Griswold
- Drágám, a kölykök összementek! - ifjabb Russ Thompson
- Angyalok és démonok - Chartrand
- Terminátor 2. - Az ítélet napja - Tim
- Életben maradtak - Roberto Canessa
- A légy 2. - Martin Brundle
- Ryan közlegény megmentése - Jackson közlegény
- Aladdin (1992) - Aladdin
- Shrek - Mézi
- Dino a kis dinoszaurusz- Félőske
- Dinodili - Repesztő
- Alfréd a kacsa
- Tom és Jerry gyerekshow - Dripple
- Hódító hódok - Dugó
- Karate kölyök- Daniel LaRusso - Ralph Macchio (Magyar hang: 1993)
- Egérmese 3. – A Manhattan sziget kincse - Pletykafészek
- Egérmese 4. – Az éjjeli lény rejtélye - Twitch (Magyar hang: 2004)
- 2000 óta Donald kacsa állandó magyar hangja
- Volt egyszer egy studio - Donald kacsa, Aladdin Bolond Kalapos

## További szinkronszerepei
- Véres játék (1988) - fiatal Frank Dux
- Félix, a Macska (1988) - Félix macska
- Dzsungel Jack Visszatér - Dzsungel Jack

- Rudolf, a Rénszarvas - Rudolf
- Blinky Bill Kalandjai - Blinky Bill (1. évadban)
- Tintin kalandjai (televíziós_sorozat,_1991) - Tintin

## Filmes és televíziós szerepei
- Coming out (2013)